# Šneci po pražsku
Šneci po pražsku je označení pro sváteční pokrm, který byl poměrně populární v českých zemích v 19. století a v první polovině 20. století. Často býval označován jako regionální specialita Prahy a její kuchyně.
Jedná se o nádivku z veky a mléka, doplněnou nakrájenými kousky šnečího masa a másla ochuceného česnekem. Nádivka bývá dochucována sardelkami, muškátovým oříškem, petrželkou a solí. Nádivku lze podávat samotnou, případně v prázdných šnečích ulitách.
I přesto, že současná česká kuchyně šnečí maso téměř nevyužívá, v období první republiky a v obdobích dřívějších bylo poměrně populární, především ve vyšších vrstvách (byť šneci byli původně jídlem chudých). Několik receptů se šnečím masem uvádí ve svých kuchařkách i Magdalena Dobromila Rettigová. Za první republiky byli šneci (mj. i šneci po pražsku) podáváni jako typický vánoční pokrm.